# Carne de cachorro

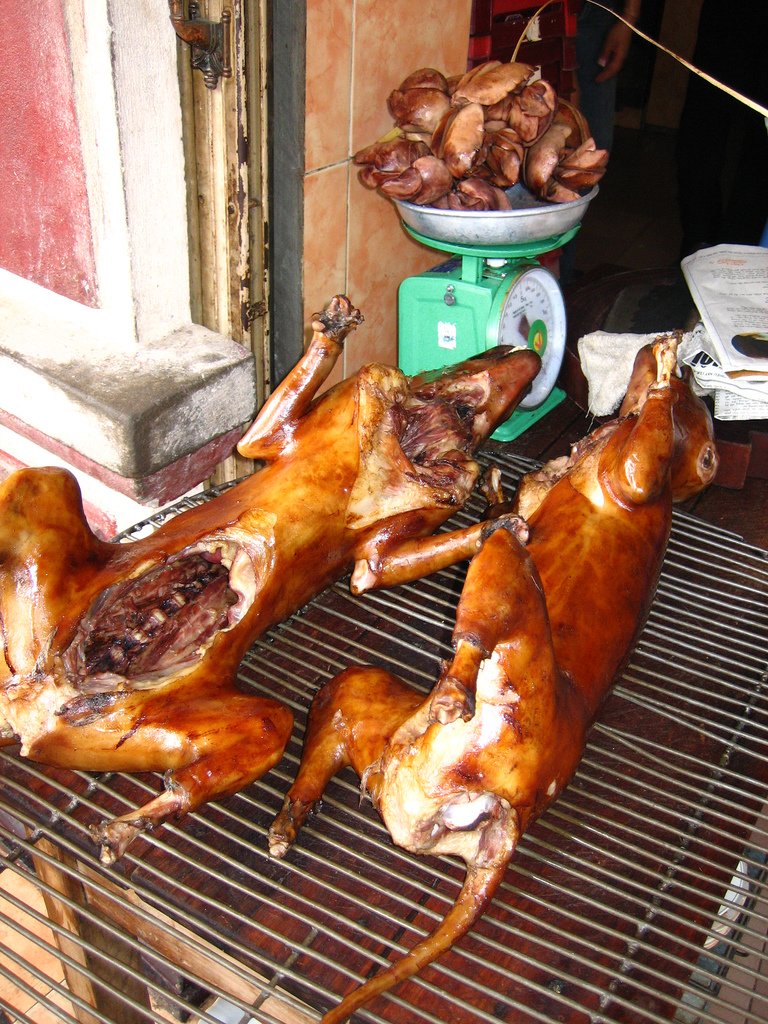
Cachorros assados. Hanói, Vietnã.

Carne de cachorro é um alimento consumido principalmente na Ásia Oriental (e.g.Coreia e Vietnã) e alguns países da África (e.g. Nigéria). No entanto, o consumo também ocorre em algumas regiões da Europa, a exemplo da Suíça, onde é inclusive legalizado. Em geral, essa prática resulta da tradição cultural, escassez ou racionamento de outras fontes de carne ou da crença nos benefícios medicinais atribuídos a várias partes do cachorro. Nos países em que é consumida, a carne canina é considerada uma iguaria preparada para ocasiões especiais e festivas.
Na Nigéria, por exemplo, os animais consumidos provém da caça de cães selvagens ou do sacrifício de animais velhos ou doentes. Já nas Filipinas, onde o alimento é aceito como parte do direito cultural e religioso, os cães são criados na área rural especificamente para o consumo humano.
Os críticos ocidentais ao consumo desta carne defendem que os cachorros são inerentemente emocionais e amigáveis à humanidade, ou que os métodos de abate são excessivamente cruéis.
Por outro lado, este juízo também é visto como imperialismo cultural e intolerância.